# Porphyrinia siticuosa
Porphyrinia siticuosa là một loài bướm đêm trong họ Noctuidae.